# アピシット・ウェーチャチーワ
アピシット・ウェーチャチーワ（タイ語: อภิสิทธิ์ เวชชาชีวะ、英: Abhisit Vejjajiva、1964年8月3日 - ）は、タイ王国の政治家。2008年から2011年まで首相を務めた。下院議員、民主党党首である。

## 経歴

### 出生
1964年、イギリスのニューカッスル・アポン・タインで生まれる。客家系華人のウェーチャチーワ家の出身で本名は袁馬克である。両親はともに医学部の教授であった。1歳の頃にタイへ帰国するが、1976年に再び渡英しパブリックスクールイートン・カレッジへ進学、その後オックスフォード大学（セント・ジョンズ・カレッジ）へと進学し、哲学と政治学、経済学の学位(PPE)を取得、最優等(first class honours)で卒業する。卒業後タイへ帰国し、タイ王国陸軍の士官学校の教員となるも、すぐにオックスフォード大学へ戻って経済学の修士号を取得した。帰国後はタマサート大学経済学部の講師となった。他に1990年、ラームカムヘン大学の法学士号を取得している。
2011年2月24日に行われたタイ貢献党所属議員の質問で、自身がイギリスとタイの多重国籍者であることを正式に認め、「必要なら放棄も可能で、その場合は複数の国のパスポートを所持している方にも同じように放棄してもらいたい」と発言し、亡命後に数カ国の旅券を持つタクシン・シナワットを意識して皮肉った。

### 政治家として

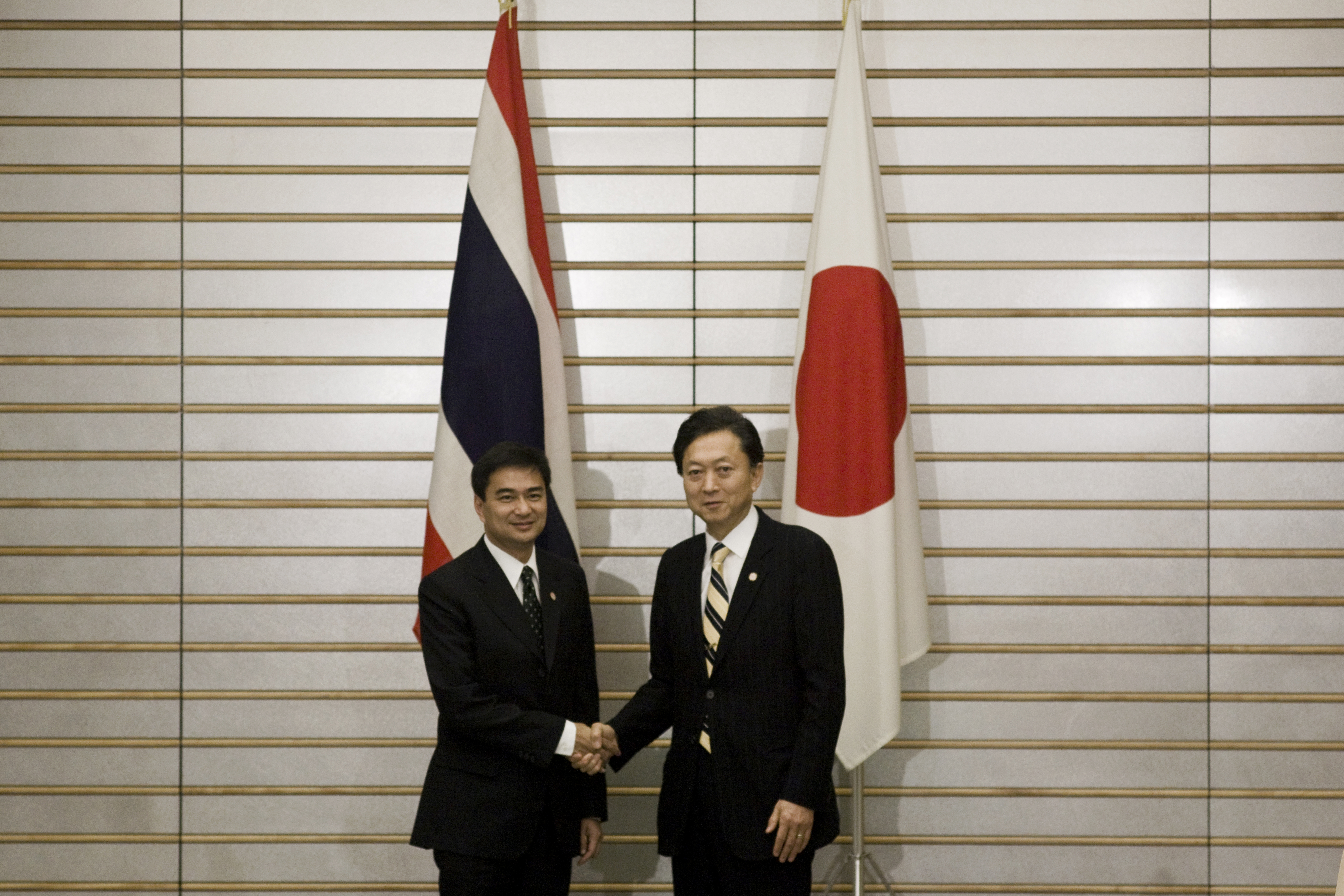
鳩山由紀夫とアピシット首相

1992年、下院の総選挙に民主党から立候補し、当選する。民主党政権下では首相府報道官、当時の首相チュワン・リークパイ、副首相スパチャイ・パニチャパックの秘書を務めた。1997年の第2次チュワン政権では首相府大臣となった。1999年に民主党の副党首となり、総選挙で民主党が敗れた2005年には党首となった。

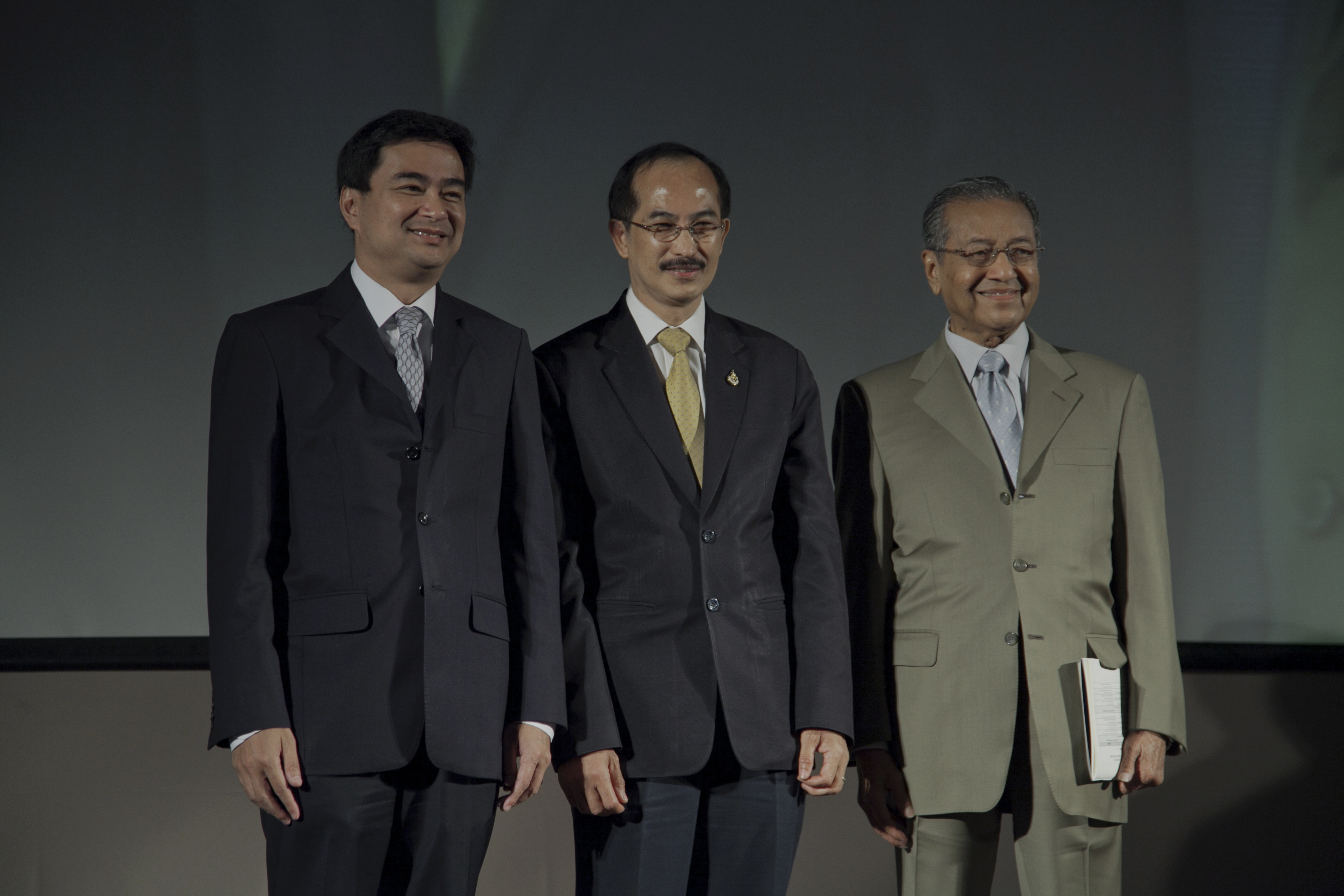
アピシットとマレーシアのマハティール・ビン・モハマド元首相 (2012年9月7日)

2008年12月2日、与党であったタクシン元首相派の国民の力党（PPP）が選挙違反のため憲法裁判所によって解党を命ぜられ、首相ソムチャーイ・ウォンサワットが失職、これを受けて2008年12月15日に下院で行われた首相選出選挙で235票を獲得、198票を獲得したタクシン派のタイ貢献党のプラチャ・プロムノックを破って首相に選出された。
2009年2月5日、実務訪問賓客として来日した。
アピシットは、特権階級だけでなく、中産階級の支持を広げる政策を標榜する一方で、混乱による国民の不満を外にそらすため、強烈な国粋主義・民族主義にもとづく露骨な強硬外交を掲げ、2011年に領土問題を抱えるカンボジアの攻撃を強行し、住民を巻き込んだ武力紛争を引き起こした。この紛争により、双方の兵士や住民ら30人近くが死亡し、100人以上が負傷した。
また、政権への批判は国王への反逆とみなし、国家警察や国軍などを動員して厳重な統制を行い、2010年5月19日、3月よりバンコク都内を占拠していた反独裁民主戦線（UDD）の市民デモ隊に対し、国軍を投入する強硬手段を行使した。強制排除の際には、国軍による発砲により多くの死傷者が発生し、ロイター通信のカメラマンとして取材していた村本博之をはじめ、一般市民約90人が死亡することになった（2010年タイ反政府デモを参照）。
2011年7月3日に行われた国民議会の人民代表院総選挙にて野党のタイ貢献党に敗北、首相を退任することとなった。また、選挙後に民主党党首の職も引責辞任したが、8月6日の党大会で党首に再選された。
2010年のデモ鎮圧時に治安部隊に対して発砲を許可した結果、多くの死傷者を出したとして、当時のステープ・トゥアクスパン副首相とともに殺人罪で訴追される方針が固められ、2013年10月28日に起訴された。一審、二審では最高裁政治職在任者刑事犯罪部門に起訴すべきであったとして無罪となり、2017年8月31日の最高裁判決もこれを支持し公訴を棄却、無罪が確定した。
2018年11月10日の民主党党首選挙では、軍事政権支持派が推す候補を辛くも抑え再選を果たす。2019年3月24日執行の総選挙では惨敗を喫する見通しとなったことを受け、同日中に党代表辞任を表明。同年6月5日、民主党が首相指名選挙で親軍政党「国民国家の力党」のプラユット・チャンオチャ首相に投票し、連立政権入りすることを決めたことを受け、抗議の議員辞職を表明。